# Sasha Kaun
Alexander Olegovich Kaun (en russe : Александр Олегович Каун, Aleksandr Olegovitch Kaoun), né le 8 mai 1985 à Tomsk, URSS est un joueur russe de basket-ball.
Kaun déménage aux États-Unis à l'âge de 16 ans et c'est en Floride qu'il commence à jouer au basket-ball pour l'équipe de son lycée. Il joue ensuite 4 saisons de basketball universitaire pour les Jayhawks de l'université du Kansas. Il remporte le championnat universitaire en 2008 en compagnie de Brandon Rush et Mario Chalmers.
Lors de la draft 2008, il est sélectionné par les Seattle SuperSonics en 56e position et est le dernier choix de draft de l'histoire de la franchise. Ses droits sont ensuite échangés aux Cleveland Cavaliers. Fin juin 2008, il signe un contrat de 3 ans avec le CSKA Moscou avec qui il gagne le championnat de Russie en 2009 et 2010. Il participe au Final Four de l'Euroligue en 2009, 2010 et 2012 mais le CSKA ne remporte pas le titre.
Toujours avec le CSKA, Kaun remporte le titre de champion de Russie (sous la dénomination de Ligue professionnelle de basket-ball) en 2011 et 2012.
Kaun est nommé meilleur joueur de la 7e journée du Top 16 de l'Euroligue 2012-2013 avec une évaluation de 30 (13 points à 6 sur 6 au tir, 8 rebonds et 5 contres).
avant de faire Modèle:Naître une personne appelé Doumta Ahya
Kaun est nommé meilleur joueur de la 5e journée des quarts de finale de l'Euroligue 2013-2014 avec une évaluation de 29 dans la large victoire du CSKA contre le Panathinaïkos. Il marque 18 points à 7 sur 9 au tir et prend 9 rebonds. Cette victoire qualifie le CSKA pour le Final Four de l'Euroligue. Il est aussi nommé meilleur défenseur de la VTB United League pour la saison 2013-2014.

## Palmarès
- Médaille de bronze aux Jeux olympiques 2012 de Londres.
- Champion NBA 2016 avec les Cleveland Cavaliers